# Пчелиные соты
Пчелиные соты — восковые постройки медоносных и близких к ним видов пчёл (большой, карликовой и средней индийских), состоящие из упорядоченных ячеек. Соты служат вместилищем для яиц, личинок и пищевых запасов (мёда и перги), а также местом пребывания для взрослых насекомых. Соты состоят из шестиугольных ячеек, расположенных по обе стороны от общего средостения, которое может быть искусственным.

## Типы ячеек
В пчелиных сотах различают ячейки разных типов: пчелиные, трутневые, переходные, маточники.

## Рамки

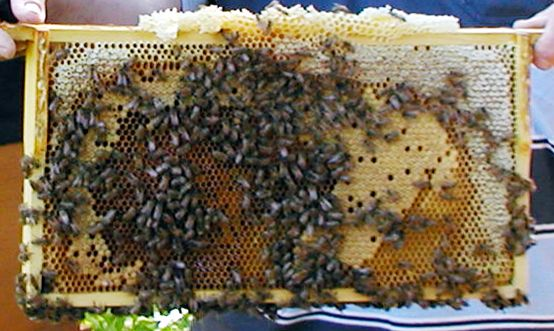
Рамка с пчёлами. Видны запечатанные ячейки: в верхней части сота — с мёдом, в центральной — с расплодом

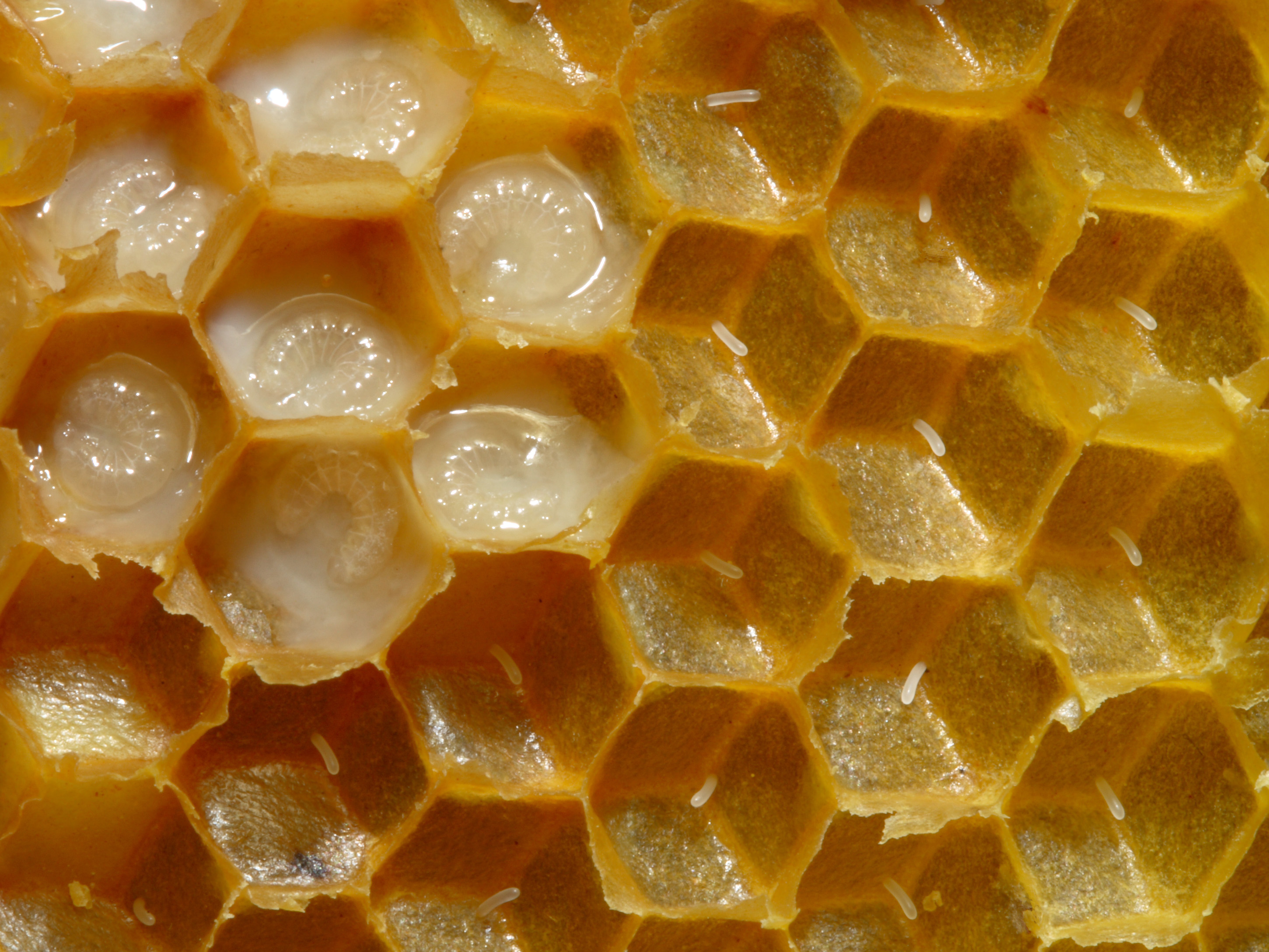
Ячейки с личинками и яйцами

Размер сотов зависит от формы и величины стандартной рамки улья.
В современном пчеловодстве соты можно извлекать из улья за счёт использования рамочной системы. Основой для нового сота является навощённая на рамку с предварительно натянутой стальной проволокой вощина — тонкий листок из пчелиного воска с выдавленными на обеих сторонах донышками и начатками ячеек. Приступая к отстройке рамки с вощиной, пчёлы сначала вытягивают начатки ячеек, а затем наращивают их, добавляя воск, выделяемый ими самими. В результате получается двусторонний сот с правильными рядами пчелиных ячеек.

### История
Первый рамочный улей, как принято считать в российской традиции, изобрёл в 1814 году пчеловод П. И. Прокопович. На первенство в этом вопросе претендуют также Ян Джержон (создал свой разборный улей в 1838) и Август фон Берлепш (1852). Однако рамочная конструкция, близкая к современной, была запатентована в США Лангстротом в 1851 году; рамки в улье Лангстрота извлекались сверху, именно эта конструкция и стала наиболее распространённой в мире.

## Соты
Как в естественных условиях, так и в улье соты расположены вертикально. Заполненные мёдом соты в стандартных рамках 435×300 мм содержат около 4 кг мёда, что зависит от глубины ячейки. Как правило, в верхней части рамки соты толще и сужаются книзу. Пространство для прохода пчёл между сотами называется улочкой, его стандартная ширина равна 12—13 мм.

### Биологический смысл

#### Физическая основа
Восковые соты медоносных пчёл — наиболее совершенные постройки в мире насекомых. Пчёлы оттягивают ячейки с обеих сторон средостения сота; способ «крепления» каждой из ячеек не предусматривает каких-либо зазоров и нестыковок во всех трёх измерениях, обеспечивая очень плотную и экономичную упаковку. В результате на строительство одной ячейки уходит минимум воска — на постройку одной пчелиной ячейки пчёлы тратят около 13 мг воска, трутневой — 30 мг, на постройку всего сота — 140—150 г.

#### Геометрическая основа

Самая плотная упаковка кругов на плоскости

Шестиугольная форма является наиболее экономичной и эффективной фигурой для строительства сотов.
Горизонтальный диаметр пчелиной ячейки 5,3 — 5,7 мм (на 1 см² приходится около четырех ячеек), глубина 10-12 мм; толщина сотов с незапечатанным расплодом — в среднем 22 мм, а после их запечатывания — до 25 мм и более. Объём ячейки — около 0,28 см3.
Ячейки сотов бывают трутневые, медовые и расплодные. Отличаются размером и глубиной. Медовые — глубже, трутневые — шире.

### Сушь
Соты без пчёл в пчеловодстве называют сушью. Сушь подставляют в семьи для их расширения, для хранения пчелами мёда и используют для образования новых семей (отводков)